# Delta Machine
Delta Machine – trzynasty album studyjny brytyjskiej grupy Depeche Mode, wydany 22 marca 2013 roku przez wytwórnię Columbia Records. 4 maja 2013 zespół wyruszył w trasę koncertową The Delta Machine Tour, która zgodnie z planem zakończyła się w 2014 roku.
Materiał został nagrany w Santa Barbara i Nowym Jorku w 2012 roku. Produkcją zajmowali się Ben Hillier oraz Mark Ellis. Pierwszym singlem promującym album jest utwór „Heaven”. Drugim singlem jest utwór „Soothe My Soul”. Trzecim singlem został utwór napisany przez Dave Gahan i Kurta Uenalę, „Should Be Higher”.
Album w Polsce uzyskał status dwukrotnie platynowej płyty.

## Lista utworów na edycji standardowej
| Numer | Tytuł                    | Długość | Kompozytor              |
| ----- | ------------------------ | ------- | ----------------------- |
| 01.   | "Welcome to My World"    | 4:56    | Martin Gore             |
| 02.   | "Angel"                  | 3:57    | Martin Gore             |
| 03.   | "Heaven"                 | 4:04    | Martin Gore             |
| 04.   | "Secret to the End"      | 5:12    | Dave Gahan, Kurt Uenala |
| 05.   | "My Little Universe"     | 4:24    | Martin Gore             |
| 06.   | "Slow"                   | 3:45    | Martin Gore             |
| 07.   | "Broken"                 | 3:58    | Dave Gahan, Kurt Uenala |
| 08.   | "The Child Inside"       | 4:16    | Martin Gore             |
| 09.   | "Soft Touch / Raw Nerve" | 3:25    | Martin Gore             |
| 10.   | "Should Be Higher"       | 5:04    | Dave Gahan, Kurt Uenala |
| 11.   | "Alone"                  | 4:29    | Martin Gore             |
| 12.   | "Soothe My Soul"         | 5:22    | Martin Gore             |
| 13.   | "Goodbye"                | 5:03    | Martin Gore             |

### Dodatkowe utwory naDeluxe Edition
| #  | Tytuł                                                               | Długość | Kompozytor              |
| -- | ------------------------------------------------------------------- | ------- | ----------------------- |
| 1. | "Long Time Lie"                                                     | 3:25    | Dave Gahan, Martin Gore |
| 2. | "Happens All The Time"                                              | 4:20    | Dave Gahan, Kurt Uenala |
| 3. | "Always"                                                            | 5:07    | Martin Gore             |
| 4. | "All That’s Mine"                                                   | 3:22    | Dave Gahan, Kurt Uenala |
| 5. | Heaven (Live Studio Session) (dostępny przy zakupie w iTunes Store) | 4:03    | Martin Gore             |

## Twórcy
- Dave Gahan – śpiew
- Martin Gore – gitara, wokal wspierający, śpiew (utwory "The Child Inside" i "Always")
- Andy Fletcher – instrumenty klawiszowe, gitara basowa

### Pozostali
- Anton Corbijn – projekt oprawy graficznej
- Kurt Uenala – produkcja muzyczna (utwory Secret To The End, Broken, Should Be Higher, Happens All The Time i All That's Mine), syntezator, automat perkusyjny, pianino ("Heaven")
- Mark "Flood" Ellis – miksowanie
- Ben Hillier – produkcja muzyczna
- Daniel Miller – A&R
- Christoffer Berg – programowanie, syntezator, automat perkusyjny, gitara basowa ("Heaven")
- Tomas del Toro-Diaz – assistant engineer
- J.D. Fanger – Depeche Mode office
- Anja Grabert – backprojection images
- Jonathan Kessler – menedżer
- Rob Kirwan – mix engineer
- Will Loomis – pomocniczy inżynier
- Ferg Peterkin – inżynier
- Drew Smith – pomocniczy mikser
- Bunt Stafford-Clark – mastering
- Dan Tobiason – pomocniczy inżynier